# District de Tân Thạnh (Long An)
Tân Thạnh est un district de la province de Long An dans le delta du Mékong au sud du Viêt Nam. 

## Géographie
La superficie du district de de Tân Thạnh est de 408 km2. 
Le chef lieu du district est Tân Thạnh.